# Коко (филм)
Коко (енгл. Coco) је амерички 3Д рачунарски цртани музички фантазијски филм из 2017. године који је произвео Пиксар анимацијски студио и издао Волт Дизни Пикчерс. На основу оригиналне идеје Лија Анркича, режирао га је Анкрич и ко-режирао Адриан Молина. Прича прати дванаестогодишњег дечака по имену Мигел Ривера који се случајно нашао у земљи мртвих, где тражи помоћ преминулог музичара, свог, како је мислио, прапрадеде, да га врати у своју породицу међу живима.
Концепт филма заснован је на мексичком празнику Дану мртвих. Сценарио за филм су написали Молина и Метју Алдрич, по причи Анкрича, Џејсона Каца, Алдрича и Молине. Пиксар је почео развијати анимацију 2016-те. Анкрич и још неки чланови екипе филма посетили су Мексико због надахнућа. Композитор Мајкл Ђакино, који је радио на претходним Пиксар цртаним филмовима, компоновао је саундтрек за филм. Гласовну поставу чине глумци Ентони Гонзалес, Гаел Гарсија Бернал, Бенџамин Брет, Алана Убах, Рене Виктор, Ана Офелија Мургија и Едвард Џејмс Олмос. Коко је први филм са деветоцифреним буџетом који има потпуно латиноамеричку глумачку поставу (изузев Џона Раценбергера), са буџетом од 175 до 200 милиона долара.
Филм је имао премијеру 20. октобра 2017. на међународном филмском фестивалу у Морелији, Мексико. У мексичким биоскопима је објављен следеће недеље, недељу пре Дана мртвих, а у САД-у 22. новембра. У биоскопима је приказиван уз кратки филм Залеђено краљевство: Празник с Олафом. Филм је похваљен од стране Мексиканаца за аутентично приказивање мексичке културе. Добио је Оскар за најбољи анимирани филм 2017. године.

## Радња
Мигелова породица мрзи музику али се он ту разликује од њих. Он бежи од куће након што му забране да постане музичар. Он жели да узме гитару Ернеста де ла Круса да би се пријавио на такмичење. Тада почиње да пролази кроз људе и да види костуре, и међу њима налети и на своју умрлу фамилију. Они га воде у земљу мртвих да би га вратили кући пре зоре помоћу благослова. Он бежи јер не жели њихов благослов већ благослов Ернеста де ла Круса. Ту упознаје шармантног костура Ектора и они заједно одлазе на  путовање где Мигел упознаје Ернеста де ла Круса за ког мисли да му је прапрадеда, али да би тамо стигли морају да победе на музичком такмичењу. Мигел и Ектор побеђују на такмичењу али га убрзо проналазе његова прапрабаба и остала родбина. Ектор и он се свађају зато што је Мигел слагао Ектора да нема другу родбину сем Ернеста. Он одлази код њега али убрзо схвата да је он само убио Ектора и украо му песме јер Ектор није хтео да настави да свира већ да се врати кући. Он их баца у провалију али их проналазе и Мигел и Ектор схватају да су род. Они иду да поразе Ернеста де ла Круса али Мигелову прапрабабу лифт води на сцену она почиње да пева из незнања шта друго да ради. Она отима слику Ектора Ернесту даби Мигел могао да је стави на олтар али кад су кренули да му дају благослов за повратак кући Ернесто узима слику и баца Мигела са зграде они то успевају да сниме и тада цела земља мртвих сазнаје да је Ернесто само обичан преварант. Мигел успева да се врати кући и успева да поврати сећање баки Коко на њеног тату песмом Ти памти ме (енгл. Rember me).

## Улоге
| Улога                  | Енглески глас          | Српски глас                                        |
| ---------------------- | ---------------------- | -------------------------------------------------- |
| Мигел                  | Ентони Гонзалес        | Никола Брун                                        |
| Ектор                  | Гаел Гарсија Бернал    | Марко Марковић                                     |
| Ернесто де ла Круз     | Бенџамин Брет          | Бојан Жировић (дијалози) Милан Живадиновић (песме) |
| Мама Имелда            | Алана Убах             | Гоца Тржан (дијалози) Алана Убах (песме)           |
| Бака                   | Рене Виктор            | Добрила Илић                                       |
| Тата                   | Хаиме Камил            | Милан Антонић                                      |
| Дека Хулио             | Алфонсо Арау           | Срђан Чолић                                        |
| Ујка Оскар Ујка Фелипе | Херберт Сигвенза       | Бојан Ивковић                                      |
| Службеник              | Габријел Иглесијас     | Милан Антонић                                      |
| Свирач на тргу         | Ломбардо Бојар         | Томаш Сарић                                        |
| Густаво                | Ломбардо Бојар         | Александар Јовановић                               |
| Мама Коко              | Ана Офелија Мургија    | Оливера Катарина                                   |
| Мала Коко              | Либертад Гарсија Фонзи | Ива Брун                                           |
| Фрида Кало             | Наталија Кордова-Бакли | Тијана Дапчевић                                    |
| Тетка Росита           | Селена Луна            | Јелена Јововић                                     |
| Чварчић                | Едвард Џејмс Олмос     | Владан Живковић                                    |
| Мама                   | Софија Еспиноса        | Санела Милошевић                                   |
| Контрола путника       | Карла Медина           | Горица Регодић                                     |
| Тетка Викторија        | Диана Ортели           | Ивана Дудић                                        |
| Ујка Берто             | Луис Валдес            | Томаш Сарић                                        |
| Дон Идалго             | Луис Валдес            | Бранислав Платиша                                  |
| Водитељка такмичења    | Бланка Арасели         | Милица Јанкетић                                    |
| Радник у обезбеђењу    | Салвадор Рејес         | Бранислав Платиша                                  |
| Затворски службеник    | Чех Марин              | Томаш Сарић                                        |
| Цариник                | Октавио Солис          | Милан Антонић                                      |
| Хуан Протеза           | Џон Раценбергер        | Лука Лопичић                                       |

Између осталих, у споредним улогама су: Јадранка Селец, Лејла Хот, Дарија Врачевић и Теа Пухарић.

## Списак песама
- Ти памти ме (3 верзије)
- Познају сви Хуаниту
- Ун поко локо
- Бат срца мог
- Ла Љорона
- Цео свет је ми фамилија

## У Србији
Српска премијера филма је одржана 27. децембра 2017. године у биоскопу Синеплекс ТЦ Ушће. Премијери је присуствовао и део гласовне поставе - Никола Брун, Ива Брун, Гоца Тржан, Тијана Дапчевић, Горица Регодић, Бојан Ивковић и Дарија Врачевић, као и посебне званице - Никола Ђуричко и Леонтина Вукомановић. Синхронизацију је режирала Теа Пухарић, филм је превела на српски Милана Буквић, музички продуцент је Срђан Чолић, препев је написала Биљана Брун, а синхронизација је снимљена у студију Ливада Београд.